# Driesh
Driesh (gael. Dris) – szczyt w paśmie Angus Glens, w Grampianach Wschodnich. Leży w Szkocji, w regionie Angus. 